# Evelin Wetter
Evelin Wetter (* 7. April 1969 in Höxter) ist eine deutsche Kunsthistorikerin, Hochschullehrerin und Kuratorin. Ihre Spezialgebiete sind Textil- und Goldschmiedekunst des Mittelalters.

## Leben und Wirken
Von 1988 bis 1995 studierte Wetter die Fächer Kunstgeschichte und Deutsche Philologie an der TU Berlin (1993/1994 Studienaufenthalt in Prag). Sie promovierte (1995–1999) im Fach Kunstgeschichte an der Technischen Universität Berlin. Seit 2006 ist sie Konservatorin an der Abegg-Stiftung. Nach der Habilitation 2009 und der Verleihung der Lehrbefugnis durch die Fakultät für Geschichte, Kunst- und Orientwissenschaften der Universität Leipzig war sie als Privatdozentin am Institut für Kunstgeschichte der Universität Leipzig tätig. Im Jahr 2019 wurde sie zur Honorarprofessorin für Kunstgeschichte ernannt.
Ihr Forschungsgebiet ist die Kunstgeschichte des Mittelalters und der Frühneuzeit mit Schwerpunkten auf der Geschichte der textilen Künste, der Goldschmiedekunst, der Bildkünste, der Kunst und Kunsthistoriographie Ostmitteleuropas und der Geschichte des Sammelns.
Bei der schweizerischen Abegg-Stiftung ist sie zuständig für Textilien des 14. bis 16. Jahrhunderts. Aufgrund ihrer Forschung zusammen mit dem Kunsthistoriker Philippe Cordez konnte die einzige bekannte und erhaltene Nonnenkrone des Mittelalters als die Krone, die eigens für Hildegard von Bingen am Ende ihres Lebens geschaffen worden war, identifiziert werden.

## Auszeichnungen
- 2001: Werner Hauger-Preis des Zentralinstituts für Kunstgeschichte in München für herausragende Forschungsarbeiten auf dem Gebiet der Angewandten Kunst für ihre Dissertation zum Thema Böhmische Bildstickerei um 1400. Die Stiftungen in Trient, Brandenburg und Danzig.[6]

## Schriften (Auswahl)
- Böhmische Bildstickerei um 1400. Die Stiftungen in Trient, Brandenburg und Danzig. Gebr. Mann, Berlin 2001
- Objekt, Überlieferung und Narrativ. Spätmittelalterliche Goldschmiedekunst im historischen Königreich Ungarn.  Thorbecke,  Ostfildern 2011
- Zwei spätmittelalterliche Betnüsse aus den südlichen Niederlanden. Abegg-Stiftung,  Riggisberg 2011
- Hrsg. mit Maria Deiters: Bild und Konfession im östlichen Mitteleuropa. Thorbecke, Ostfildern 2013
- Mit Agnes Ziegler und Corinna Kienzler: Liturgische Gewänder in der Schwarzen Kirche zu Kronstadt in Siebenbürgen. Zwei Bände, Abegg-Stiftung, Riggisberg 2015[7]
- Mit Philippe Cordez: Die Krone der Hildegard von Bingen. Abegg-Stiftung, Riggisberg 2019